# 400 mètres féminin aux championnats du monde d'athlétisme 2005
Navigation
Paris 2003 Osaka 2007
L'épreuve du 400 mètres féminin des championnats du monde d'athlétisme 2005 s'est déroulée du 7 au 10 août 2005 dans le Stade olympique d'Helsinki, en Finlande. Elle est remportée par la Bahaméenne Tonique Williams-Darling.

## Résultats

### Finale
| Rang               | Athlète                  | Pays       | Temps   | Notes |
| ------------------ | ------------------------ | ---------- | ------- | ----- |
| Médaille d'or      | Tonique Williams-Darling | Bahamas    | 49 s 55 | SB    |
| Médaille d'argent  | Sanya Richards           | États-Unis | 49 s 74 |       |
| Médaille de bronze | Ana Guevara              | Mexique    | 49 s 81 | SB    |
| 4                  | Svetlana Pospelova       | Russie     | 50 s 11 |       |
| 5                  | DeeDee Trotter           | États-Unis | 51 s 14 |       |
| 6                  | Olesya Zykina            | Russie     | 51 s 24 |       |
| 7                  | Monique Henderson        | États-Unis | 51 s 77 |       |
| 8                  | Amy Mbacké Thiam         | Sénégal    | 52 s 22 |       |

## Légende
Records et Performances
- AR : Record continental (area record)
- CR : Record des championnats (championship record)
- MR : Record du meeting (meet record)
- NR : Record national (national record)
- OR : Record olympique (olympic record)
- PR : Record paralympique (paralympic record)
- PB : Record personnel (personal best)
- SB : Meilleure performance personnelle de la saison (season's best)
- WL : Meilleure performance mondiale de l'année (world leader)
- WJR : Record du monde junior (world junior record)
- WR : Record du monde (world record)

Circonstances et Conditions
- DNF : N'a pas terminé (did not finish)
- DNS : N'a pas pris le départ (did not start)
- DQ : Disqualification (disqualification)
- NM : Aucun essai valable enregistré (No Mark)
- Q : Qualifié « directement » au prochain tour (ou à la prochaine compétition), lors d'une compétition majeure, grâce au classement ou à la réalisation des minima (automatic qualifier)
- q : Qualifié au prochain tour (ou à la prochaine compétition), lors d'une compétition majeure, grâce au repêchage ou à la réalisation de l'une des meilleures performances parmi celles des « non qualifiés directement » (grâce au meilleur temps ou à la meilleure distance par exemple) (secondary qualifier)